# Zenne Dancer
Pour plus de détails, voir Fiche technique et Distribution.
Zenne Dancer (Zenne) est un film turc réalisé par Caner Alper et Mehmet Binay, sorti en 2011 au Festival international du film d'Antalya, puis en 2012 en salles en Turquie. Le film s'inspire de la mort de Ahmet Yıldız en 2008, un militant turc pour les droits LGBT, dont le père est soupçonné de l'assassinat en crime d'honneur, mais qui n'a jamais été inquiété.

## Synopsis
Trois hommes homosexuels se lient d'amitié en Turquie : Daniel, un photographe allemand, Can, un danseur spécialisé dans la danse du ventre (« Zenne »), et Ahmet, qui vient d'une famille conservatrice de l'Est du pays.

## Fiche technique
- Titre : Zenne Dancer
- Titre original : Zenne
- Réalisation : Caner Alper et Mehmet Binay
- Scénario : Caner Alper
- Photographie : Norayr Kasper
- Musique : Paolo Potì, Demir Demirkan
- Production : Bulut Reyhanoglu
- Société de production :
- Pays :  Turquie
- Genre : Drame
- Durée : 99 minutes
- Dates de sortie : 
  -  Turquie : 8 octobre 2011 ( Festival international du film d'Antalya)
  -  Turquie : 13 janvier 2012

## Distribution
- Kerem Can : Can
- Giovanni Arvaneh : Daniel Bert
- Erkan Avcı : Ahmet
- Tilbe Saran : Sevgi
- Rüçhan Çalışkur : Kezban
- Ünal Silver : Yılmaz
- Jale Arıkan : Sukran

## Distinctions
- Festival international du film d'Antalya 2011 : prix du meilleur premier film et prix de la meilleure photographie[1]